# Bocchigliero

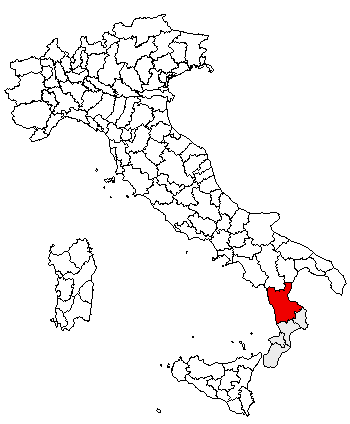

Bocchigliero – miejscowość i gmina we Włoszech, w regionie Kalabria, w prowincji Cosenza.
Według danych na rok 2004 gminę zamieszkiwało 1895 osób, 19,5 os./km².